# 蒙陶山
41°20′45.07″N 1°53′6.048″E / 41.3458528°N 1.88501333°E
蒙陶山，是西班牙的山峰，位於該國東北部加泰羅尼亞，屬於加泰羅尼亞海岸山脈中加拉夫山脈的一部分，該山峰海拔高度657米。